# Восточные Пиренеи
Восто́чные Пирене́и (фр. Pyrénées-Orientales, окс. Pirenèus Orientals, кат. Pirineus Orientals) — департамент на юге Франции, один из департаментов региона Окситания. Порядковый номер — 66. Административный центр — Перпиньян. Население — 457 238 человек (54-е место среди департаментов, данные 2010 года).

## География
Площадь территории — 4116 км². Расположенный в пределах системы Пиренеев департамент на востоке выходит к Средиземному морю, на юге граничит с Испанией.
Департамент включает 3 округа, 31 кантон и 226 коммун. В департаменте распространён каталанский язык, что позволяет отнести его к каталонским землям.
Между населёнными пунктами Баньюльс-сюр-Мер и Сербер национальный заповедник Сербе́р-Банью́льс, является первым французским морским заповедником и создан в 1974 году.

## История
Восточные Пиренеи — один из первых 83 департаментов, созданных в марте 1790 года. Находится на территории бывшей провинции Руссильон, закреплённой за Францией по Пиренейскому миру 1659 года.

## Культура
- Баньюльс-сюр-Мер[фр.] является родиной Аристида Майоля.
- Винодельческий регион Баньюльс (фр.) известен виноградниками сорта гренаш и производимым здесь десертным вином баньюльс, контролируемое по месту производства;
- Сере — одно из мест зарождения кубизма. Здесь открыто множество художественных музеев.
- Кольюр связан с фовизмом и именем художника Этьена Террюса.
- Форса-Реаль[фр.] примечательна руинами старинной крепости.
- Прад[фр.] — место Каталонского летнего университета (кат. Universitat Catalana d'Estiu).
- В Пра-де-Молло-ла-Прест сохранился замок XVII века с видом на южные Пиренеи.
- В Сальс-ле-Шато[фр.] сохранился замок XVI века, оборонявший прежнюю границу с Испанией.
- Необарочный замок Д'Обири рядом с городом Сере.
- Замок Вальми в стиле модерн в коммуне Аржеле-сюр-Ме[фр.].

- Перпиньян
- Королевский замок Кольюр[англ.]
- Замок в Сальс-ле-Шато
- Аббатство Св. Мартина в Канигу
- Монастырь Сен-Мишель-де-Кюша
- Иль-сюр-Те